# ジェームズ・トゥチェット (第7代キャッスルヘイヴン伯爵)
第7代キャッスルヘイヴン伯爵ジェームズ・トゥチェット（英語: James Tuchet, 7th Earl of Castlehaven、1723年4月15日 – 1769年5月6日）は、アイルランド貴族。

## 生涯
第6代キャッスルヘイヴン伯爵ジェームズ・トゥチェットとエリザベス・アランデル（Elizabeth Arundell、1693年2月15日 – 1743年6月16日、第5代ウォードーのアランデル男爵ヘンリー・アランデルの娘）の息子として、1723年4月15日に生まれた。
1740年10月12日に父が死去すると、キャッスルヘイヴン伯爵の爵位を継承した。
政治に関わることはなかったという。
1769年5月6日に死去、15日にソールズベリー大聖堂で埋葬された。生涯未婚だったため、弟ジョン・タルボットが爵位を継承した。